# Mahmutçavuş, Narman
Mahmutçavuş là một xã thuộc huyện Narman, tỉnh Erzurum, Thổ Nhĩ Kỳ. Dân số thời điểm năm 2011 là 206 người.